# Barefoot College

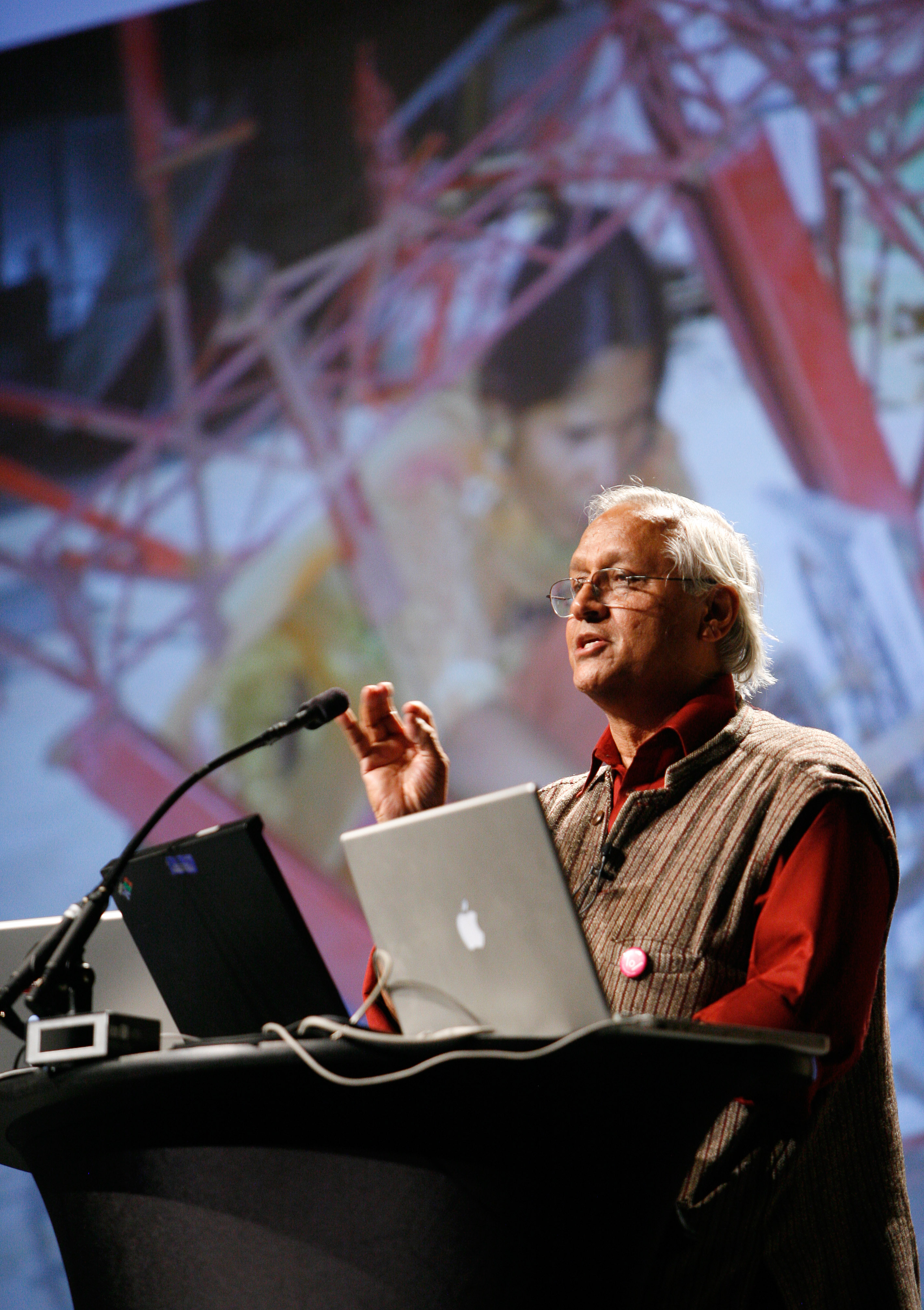
Przemowa Bunkera Roya – założyciela Barefoot College (2008)

Barefoot College (tłum. Bosonogi Uniwersytet) – organizacja społeczna działająca w zakresie edukacji, rozwoju umiejętności, zdrowia, dostępu do wody pitnej, równouprawnienie kobiet i elektryfikacji realizowanym dzięki energii słonecznej, w szczególności na obszarach wiejskich. 
Organizacja została założona w 1972 roku w Indiach. Absolwentkami szkoły są w głównie kobiety biedne, często niepiśmienne, które zdobywają kwalifikacje w zawodach inżynieryjnych, m.in. instalatorek paneli solarnych. Od 2005 roku (momentu rozpoczęcia kursu) ponad 500 instalatorek przekonało do korzystania z odnawialnych źródeł energii właścicieli ponad 13 tysięcy budynków w Indiach.